# 贝萨马
贝萨马（西班牙語：Beizama）是西班牙巴斯克自治区吉普斯夸省的一个市镇。总面积17平方公里，总人口160人（2001年），人口密度9人/平方公里。